# Ґалаасія
Ґалаасія (узб. Galaosiyo) — місто в Узбекистані, центр Бухарського району Бухарської області.
Місто розташоване за 9 км від залізничної станції Бухара-2.
Статус міста з 1982 року.

## Населення
Населення міста швидко зростало: станом на 1979 воно становило 6631 чол., у 1989 р. — 11573 чол., у 2012 — 17 306.

## Уродженці
- Іскендер Азнауров (1956—1993) — Національний герой Азербайджану.